# Mistrovství Evropy juniorů v atletice 1979
5. Mistrovství Evropy juniorů v atletice – sportovní závod organizovaný EAA se konal v polské Bydhošti. Závod s odehrál od 16. srpna do 19. srpna 1979.

## Výsledky

### Muži
| Soutěž            | Zlato                                                                        | Výkon    | Stříbro                                                                        | Výkon    | Bronz                                                                        | Výkon    |
| 100 m             | Thomas Schröder                                                              | 10,41    | Werner Zaske                                                                   | 10,43    | Michael McFarlane                                                            | 10,43    |
| 200 m             | Michael McFarlane                                                            | 20,89    | Thomas Schröder                                                                | 21,11    | Francesco Tiziani                                                            | 21,17    |
| 400 m             | Hartmut Weber                                                                | 45,77    | Andreas Knebel                                                                 | 46,45    | Melvin Fowell                                                                | 46,63    |
| 800 m             | Klaus-Peter Nabein                                                           | 1:48,18  | Andreas Hauck                                                                  | 1:48,85  | Dieter Elmer                                                                 | 1:48,98  |
| 1500 m            | Graham Williamson                                                            | 3:38,96  | Leonid Bruk                                                                    | 3:39,93  | Peter Wirz                                                                   | 3:42,66  |
| 3000 m            | Steve Cram                                                                   | 8:05,18  | Jürgen Mattern                                                                 | 8:05,48  | Alexandr Kuzněcov                                                            | 8:07,77  |
| 5000 m            | Steve Binns                                                                  | 13:44,37 | Eddy De Pauw                                                                   | 13:52,19 | António Leitão                                                               | 13:54,83 |
| 110 m překážek    | Frank Rossland                                                               | 14,09    | György Bakos                                                                   | 14,23    | Georgij Šabanov                                                              | 14,24    |
| 400 m překážek    | Georgios Vamvakas                                                            | 50,67    | Sergej Čižikov                                                                 | 51,31    | Serge Guillen                                                                | 51,44    |
| 2000 m překážek   | Gaetano Erba                                                                 | 5:27,44  | Colin Reitz                                                                    | 5:29,61  | Michael Längler                                                              | 5:32,48  |
| Štafeta 4 × 100 m | Západní Německo Hans Fritzsche Dieter Daniels Herbert Mutschler Werner Zaske | 39,86    | Spojené království Philip Cooke Michael Powell Phil Brown Michael McFarlane    | 40,06    | Itálie Alessandro Angelini Francesco Tiziani Ermanno Colombo Carlo Simionato | 40,21    |
| Štafeta 4 × 400 m | Západní Německo Thomas Giessing Edgar Nakladal Uwe Schmitt Hartmut Weber     | 3:06,73  | Sovětský svaz Valerij Lagutěnko Serhij Melnykov Fanir Wachitov Pavel Konovalov | 3:06,76  | NDR Frank Hübner Enrico Becker Andreas Neuber Andreas Knebel                 | 3:06,35  |
| Chůze na 10 000 m | Jozef Pribilinec                                                             | 41:04,71 | Erling Andersen                                                                | 41:12,80 | Jörg Pasemann                                                                | 42:31,04 |
| Skok do výšky     | Dietmar Mögenburg                                                            | 2,24 m   | Roberto Cerri                                                                  | 2,24 m   | Harald Ehlke                                                                 | 2,18 m   |
| Skok o tyči       | Vladimir Poljakov                                                            | 5,40 m   | Alexandr Krupskij                                                              | 5,40 m   | Thierry Vigneron                                                             | 5,40 m   |
| Skok daleký       | Andrzej Klimaszewski                                                         | 7,83 m   | Michael Rentz                                                                  | 7,72 m   | Waldemar Golanko                                                             | 7,58 m   |
| Trojskok          | Alexandr Bieskrovný                                                          | 16,47 m  | Viktor Gierasimienia                                                           | 16,45 m  | Mihai Ene                                                                    | 16,15 m  |
| Vrh koulí         | Remigius Machura                                                             | 18,34 m  | Andreas Horn                                                                   | 18,30 m  | Sergej Kasnauskas                                                            | 18,03 m  |
| Hod diskem        | Jürgen Schult                                                                | 56,18 m  | Sergej Kot                                                                     | 55,44 m  | Ryszard Idziak                                                               | 54,94 m  |
| Hod kladivem      | Igor Nikulin                                                                 | 71,56 m  | Jurij Pastuchov                                                                | 67,18 m  | Klaus Streckenbach                                                           | 66,24 m  |
| Hod oštěpem       | Joachim Lange                                                                | 78,78 m  | Jurij Žirov                                                                    | 76,92 m  | Mitko Pavlov                                                                 | 72,66 m  |
| Desetiboj         | Siegfried Wentz                                                              | 7 822    | Dietmar Jentsch                                                                | 7 718    | Peter Hummel                                                                 | 7 506    |

### Ženy
| Soutěž            | Zlato                                                                           | Výkon   | Stříbro                                                                                  | Výkon   | Bronz                                                                                  | Výkon   |
| 100 m             | Kerstin Waltherová                                                              | 11,57   | Kirsten Siemonová                                                                        | 11,57   | Elke Vollmerová                                                                        | 11,61   |
| 200 m             | Kerstin Waltherová                                                              | 23,11   | Karin Vergutsová                                                                         | 23,41   | Natalja Bočinová Elke Vollmerová                                                       | 23,45   |
| 400 m             | Dagmar Rübsamová                                                                | 51,55   | Lilija Tuzniková                                                                         | 51,68   | Marion Heilmannová                                                                     | 52,08   |
| 800 m             | Marion Hübnerová                                                                | 2:01,21 | Birgit Brudelová                                                                         | 2:01,90 | Rosica Ekovová                                                                         | 2:02,72 |
| 1500 m            | Irina Nikitina                                                                  | 4:10,50 | Gunvor Hilde                                                                             | 4:11,84 | Cristieana Cojocaru                                                                    | 4:12,14 |
| 100 m překážek    | Lena Spoofová                                                                   | 13,24   | Silva Oja                                                                                | 13,57   | Edith Okerová                                                                          | 13,70   |
| Štafeta 4 × 100 m | NDR Cornelia Kirstenová Kerstin Waltheroví Undine Hartmannová Kirsten Siemonová | 43,95   | Sovětský svaz Jelena Malachovoví Galina Michejevová Allaa Kozlovskí Natalja Bočinová     | 44,59   | Západní Německo Edith Okerová Elke Vollmerová Anke Köningerová Friedericke Vombohrová  | 44,84   |
| Štafeta 4 × 400 m | NDR Kerstin Cattusová Marion Hübnerová Marion Heilmannová Dagmar Rübsamová      | 3:31,68 | Západní Německo Petra Krützmannová Anke Zelgertová Friedericke Vombohrová Rita Daimerová | 3:35,39 | Sovětský svaz Ljubov Kiriučinová Aldona Mendzoryte Marina Ivanovová Lilija Tuznikovová | 3:35,47 |
| Skok do výšky     | Kerstin Dednerová                                                               | 1,87 m  | Katrin Bucková                                                                           | 1,87 m  | Barbara Simmondsová                                                                    | 1,84 m  |
| Skok daleký       | Helga Radtkeová                                                                 | 6,47 m  | Sabine Evertsová                                                                         | 6,46 m  | Susan Hearnshawová                                                                     | 6,46 m  |
| Vrh koulí         | Liane Schmuhlová                                                                | 18,33 m | Simone Rüdrichová                                                                        | 17,12 m | Jelena Kozlovová                                                                       | 16,59 m |
| Hod diskem        | Irina Meszynská                                                                 | 60,30 m | Silvia Madetzky                                                                          | 56,88 m | Cvetanka Christovová                                                                   | 54,76 m |
| Hod oštěpem       | Fatima Whitbreadová                                                             | 58,20 m | Katrin Ströbelová                                                                        | 58,02 m | Antoaneta Todorova                                                                     | 57,76 m |
| Pětiboj           | Sabine Evertsová                                                                | 4 594   | Silva Oja                                                                                | 4 424   | Anke Vaterová                                                                          | 4 322   |

## Medailové pořadí
| Umístění | Stát                       | Zlato | Stříbro | Bronz | Celkem |
| -------- | -------------------------- | ----- | ------- | ----- | ------ |
| 1.       | NDR                        | 14    | 12      | 6     | 32     |
| 2.       | Západní Německo            | 7     | 4       | 6     | 17     |
| 3.       | Spojené království         | 5     | 2       | 4     | 11     |
| 4.       | Sovětský svaz              | 4     | 12      | 6     | 22     |
| 5.       | Československo             | 2     | 0       | 0     | 2      |
| 6.       | Itálie                     | 1     | 1       | 2     | 4      |
| 7.       | Polsko                     | 1     | 0       | 2     | 3      |
| 8.       | Finsko                     | 1     | 0       | 0     | 1      |
| 8.       | Řecko                      | 1     | 0       | 0     | 1      |
| 10.      | Belgie                     | 0     | 2       | 0     | 2      |
| 10.      | Norsko                     | 0     | 2       | 0     | 2      |
| 12.      | Maďarská lidová republika  | 0     | 1       | 0     | 1      |
| 13.      | Bulharská lidová republika | 0     | 0       | 4     | 4      |
| 14.      | Francie                    | 0     | 0       | 2     | 2      |
| 14.      | Rumunská lidová republika  | 0     | 0       | 2     | 2      |
| 14.      | Švýcarsko                  | 0     | 0       | 2     | 2      |
| 17.      | Portugalsko                | 0     | 0       | 1     | 1      |
| Celkem   | Celkem                     | 36    | 36      | 37    | 109    |